# Metoda Weigerta
Metoda Weigerta – metoda barwienia preparatów histologicznych wprowadzona przez Carla Weigerta w 1882 roku. W metodzie tej wybarwieniu ulega mielina.  
Historycznie, określenia używano także wobec innych wprowadzonych przez Weigerta technik, stosowanych do wybarwiania neurogleju, śluzu, elastyny czy fibryny.